# Đau buồn ở động vật

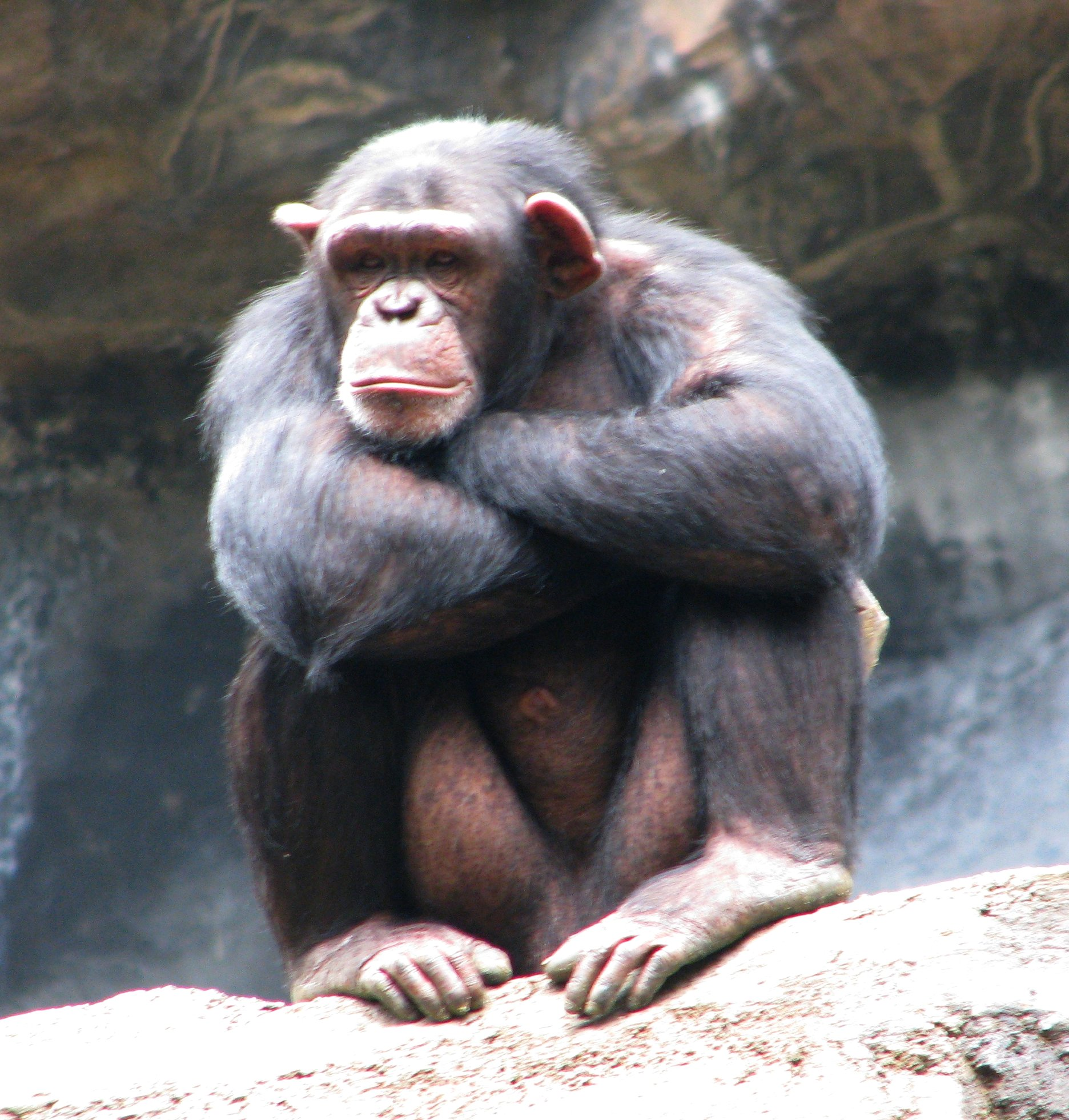
Cảm xúc buồn bã của một con tinh tinh bị giam cầm trong sở thú

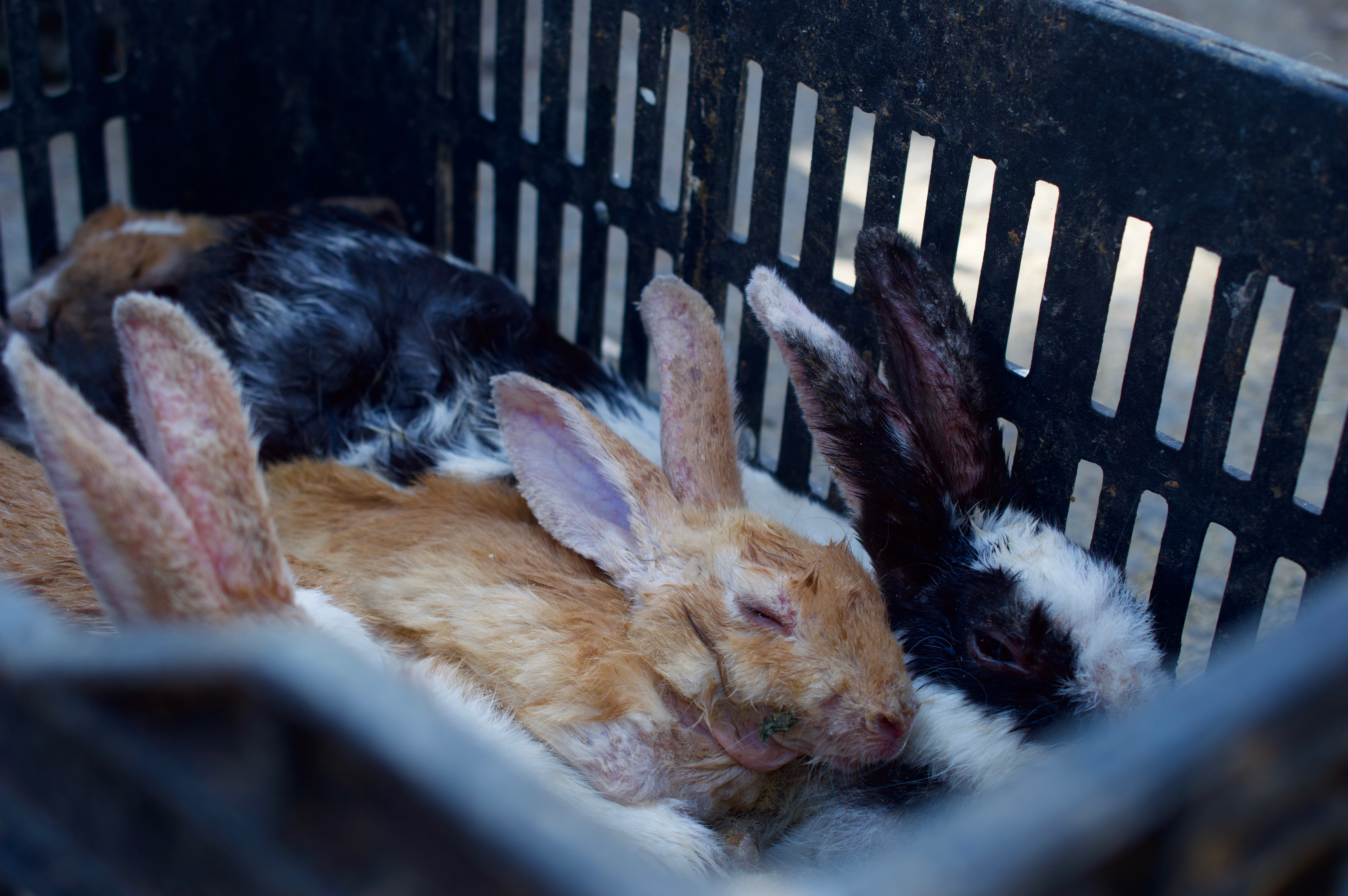
Tâm trạng của những con thỏ trước khi bị làm thịt

Đau buồn ở động vật là những trải nghiệm cảm giác đau thương, buồn bã của động vật, thường là những động vật bậc cao trong tự nhiên thông qua các nguyên nhân như bệnh tật, thương tích, đói, thiên tai và bị giết bởi những động vật khác. Đau buồn ở động vật cần phân biệt với đau đớn ở động vật là một trải nghiệm cảm giác đau đớn về mặt lý tính, thần kinh do những tác nhân hữu hình, đau buồn thường là cảm nhận về mặt cảm xúc và biểu hiện ra ngoài bằng những hành vi ở động vật.
Đau buồn ở động vật là một trong những biểu hiện cao trào trong cảm xúc ở động vật ở những động vật có khả năng nhận thức. Trong tự nhiên những cảm xúc đau buồn có thể đến từ việc mất con, lạc mẹ, lẻ bầy, bị giam cầm, hoặc đối diện với cái chết do nguyên nhân tự nhiên (già yếu, bệnh tật, đói khát, thiên tai, hạn hán), những loài vật nuôi cũng có những biểu hiện này khi xa chủ, bị ngược đãi hay khi chuẩn bị làm thịt.
Nhiều người thường nghĩ rằng động vật không có cảm xúc và chúng không biết đau buồn. Tuy nhiên, những con vật cũng biết vui, buồn và cũng có tình cảm riêng, cũng có cảm xúc với mọi vật. Có thể thấy nhiều ví dụ khác về các loài động vật biết buồn bã và biết khóc. Khoa học vẫn chưa thể chứng minh được nước mắt của những loài động vật biết khóc này liệu có liên hệ mật thiết với cảm xúc hay không và chưa thể biết được chính xác liệu động vật có cảm xúc như loài người hay không và liệu khóc có phải là một cách để bộc lộ điều này.

## Quan niệm
Sự đau khổ của động vật hoang dã từ lâu trong lịch sử đã được thảo luận trong bối cảnh khuôn khổ triết học tôn giáo như một trường hợp của vấn đề tà ác. Gần đây, một số học giả đã xem xét mở phạm vi nghi ngờ của vấn đề từ một quan điểm thế tục như một vấn đề đạo đức nói chung, một vấn đề mà con người có thể có hành động để ngăn chặn. Có sự bất đồng đáng kể xung quanh điểm này, vì nhiều người tin rằng sự can thiệp của con người vào tự nhiên sẽ là phi đạo đức, không khả thi, hoặc cả hai.

### Luận thuyết
Trong cuốn tự truyện của mình, Charles Darwin thừa nhận rằng sự tồn tại của nỗi thống khổ trong tự nhiên hoàn toàn tương thích với các hoạt động chọn lọc tự nhiên, nhưng vẫn duy trì những niềm vui thú, thống khoái đó là động lực chính cho hành vi tăng cường thể lực, thể trạng trong giới động vật (ví dụ như những con hươu nai, linh dương ngày ngày phải cố chạy nhanh hơn những con dã thú đang rượt theo chúng). Nhà sinh vật học tiến hóa Richard Dawkins đã thách thức tuyên bố của Darwin trong cuốn sách River Out of Eden, trong đó ông cho rằng sự đau khổ của động vật hoang dã phải được mở rộng nghĩa do sự tương tác của các cơ chế tiến hóa sau: 

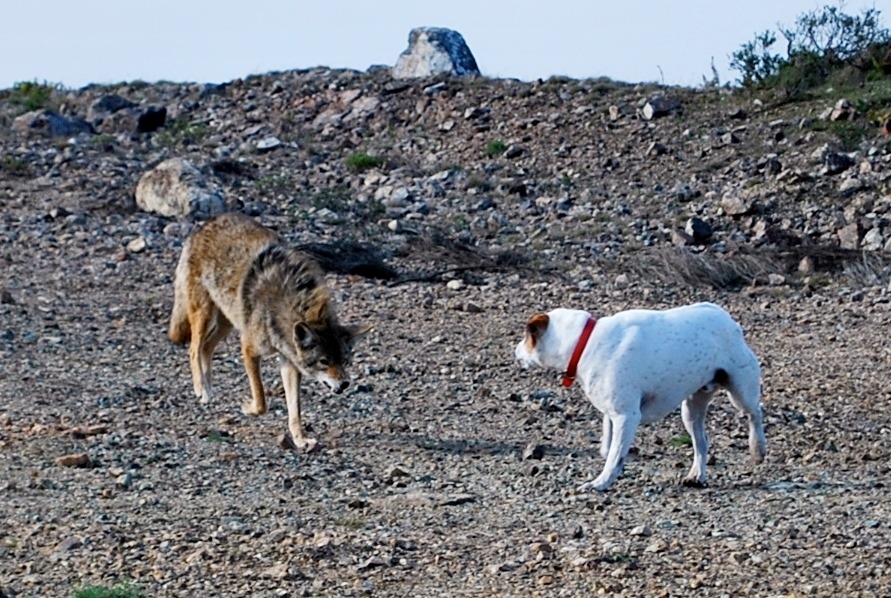
Sói đồng hoang và chó nhà. Câu chuyện ngụ ngôn rằng tuy chó được ăn no, ngủ ấm nhưng là thân phận cẩu nô, nghiệt súc, không được tự do chạy nhảy như sói rừng, nhưng có ý kiến cho rằng cuộc sống tự do trong thiên nhiên luôn kèm theo sự căng thẳng, khắc nghiệt và ngắn ngủi, do đó chưa hẳn đã thật sự hạnh phúc

- Các gen ích kỷ: Các gen này chi phối hành vi hoàn toàn thờ ơ với hạnh phúc của các sinh vật cá thể khác, miễn là DNA được truyền đi một cách tự nhiên.
- Đấu tranh sinh tồn: Sự cạnh tranh sinh học về nguồn lực hạn hẹp dẫn đến phần lớn các sinh vật chết trước khi truyền gen của chúng.
- Thảm họa Malthusia: Thậm chí các thời kỳ dồi dào trong một hệ sinh thái nhất định cuối cùng dẫn đến tình trạng đông số lượng và sự cố số lượng tiếp theo.

Từ đó, ông Dawkins kết luận rằng thế giới tự nhiên nhất thiết phải tồn tại nhiều nỗi niềm đau khổ ở động vật như một hệ quả tất yếu của sự tiến hóa theo thuyết của Darwin. Những người khác đã lập luận rằng sự phổ biến của động vật chọn lọc theo lý thuyết chọn lọc r/K trong tự nhiên chỉ ra rằng tuổi thọ trung bình của một động vật hoang dã có thể sẽ rất ngắn và kết thúc trong một cái chết đau đớn và đột ngột. Theo quan điểm này, trong vòng đời của một động vật hoang dã sẽ có thể mang nhiều biến cố đau khổ hơn hạnh phúc, thư thái vì một cái chết đau đớn, bất chợt sẽ lớn hơn bất kỳ khoảnh khắc hạnh phúc ngắn ngủi nào trong cuộc sống ngắn ngủi của chúng.
Trong tác phẩm Động vật hoang dã có hạnh phúc hơn không?, Christie Wilcox cho rằng động vật hoang dã dường như không hạnh phúc hơn các loài vật nuôi, dựa trên những phát hiện ở động vật hoang dã có hàm lượng cortisol cao hơn và đáp ứng stress cao hơn so với động vật được thuần hóa. Ngoài ra, không giống như động vật nuôi, một số nhu cầu của động vật trong tự nhiên không được cung cấp đầy đủ bởi những người chăm sóc. Điều này đã có tác động đến nhận thức thông thường rằng các loài thú hoang sẽ hạnh phúc hơn vì chúng được tự do bay nhảy, còn những con súc vật không có điều này vì thân phận nô lệ, phụ thuộc cho dù được ăn uống đầy đủ, chỗ ở tiện nghi (như câu chuyện ngụ ngôn về chó sói và chó nhà).
Nhà văn và là nhà tự nhiên người Anh Henry Stephens Salt đã viết một chương về tình cảnh của động vật hoang dã, ông lập luận rằng con người được cho là hợp lý trong việc diệt trừ động vật hoang dã để tự vệ, nhưng chúng ta không được biện minh trong việc giết chóc không cần thiết bất kỳ loài vô hại nào. Ông lập luận rằng điều này cũng áp dụng cho côn trùng: "Chúng ta không thể cho chúng cuộc sống, và do đó không nên loại bỏ chúng khỏi cuộc sống mà không có lý do chính đáng". Năm 1991, nhà triết học môi trường Arne Naess đã phê bình những gì ông gọi là "sùng bái thiên nhiên" (cult of nature) của thái độ đương đại và lịch sử của sự thờ ơ đối với đau khổ trong tự nhiên. Ông lập luận rằng chúng ta nên đối đầu với thực tế của vùng hoang dã.

### Tranh cãi
Holmes Rolston III lập luận rằng chỉ có sự đau khổ không mang tính tự nhiên của động vật là một điều xấu về mặt đạo đức và con người không có nghĩa vụ can thiệp vào tự nhiên. Ông ăn mừng động vật ăn thịt trong tự nhiên vì vai trò sinh thái quan trọng mà khi chúng săn mồi. Những người khác đã lập luận rằng lý do con người có nhiệm vụ bảo vệ người khác khỏi bị ăn thịt là vì con người là một phần của thế giới văn hóa hơn là thế giới tự nhiên và các quy tắc khác nhau áp dụng cho họ trong những tình huống này. Những người khác cho rằng động vật là con mồi đang hoàn thành chức năng tự nhiên của chúng và do đó phát triển mạnh, khi chúng bị săn mồi hoặc chết, vì điều này cho phép cơ chế chọn lọc tự nhiên được kích hoạt.
Một số nhà lý thuyết đã phản ánh về việc liệu chúng ta có nên chấp nhận các tác hại mà động vật phải chịu đựng trong tự nhiên hoặc cố gắng làm điều gì đó để giảm thiểu chúng, chẳng hạn như cố cứu chữa, săn sóc những con vật đang sắp chết hoặc hấp hối khi tình cơ bắt gặp trong tự nhiên. Cơ sở đạo đức cho các can thiệp nhằm giảm đau khổ động vật hoang dã có thể dựa trên quyền lợi động vật hoặc dựa trên phúc lợi động vật. Từ quan điểm dựa trên quyền động vật, nếu động vật có quyền đạo đức đối với sự sống hoặc sự toàn vẹn của cơ thể thì có thể cần phải can thiệp để ngăn chặn những xâm phạm đó từ các động vật khác, chẳng hạn như bắn hạ thú ăn thịt khi nó sắp vồ lấy con mồi.

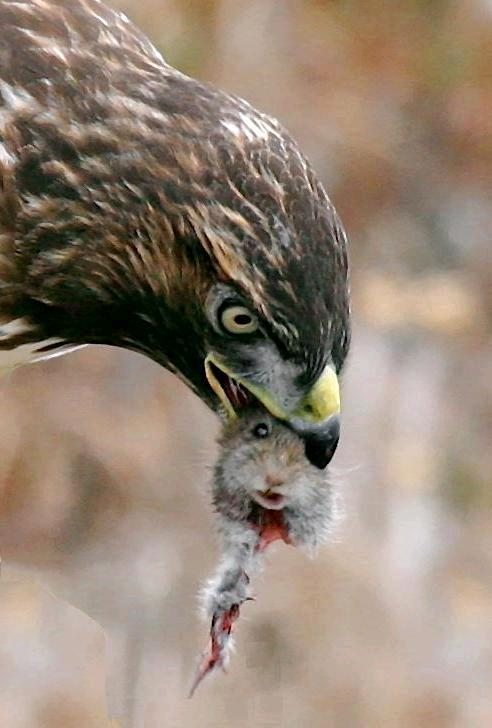
Cận cảnh khuôn mặt của một con chuột bị đại bàng xơi tái, vòng đời của chúng quá ngắn ngủi và bất trắc để có thể cảm nhận hạnh phúc của sự tự do

Từ quan điểm dựa trên phúc lợi lợi động vật, một yêu cầu can thiệp có thể phát sinh trong khi có thể ngăn chặn một số đau khổ mà các động vật hoang dã trải qua mà không gây ra nhiều đau khổ hơn nữa (như an tử động vật). Những người ủng hộ can thiệp vào tự nhiên cho rằng sự không can thiệp không phù hợp với một trong những cách tiếp cận này. Một số can thiệp được đề xuất bao gồm việc loại bỏ những kẻ săn mồi khỏi các khu vực hoang dã, ngăn cản những kẻ săn mồi, cung cấp dịch vụ chăm sóc y tế cho động vật bị bệnh hoặc bị thương, và cứu thú hoang khỏi thảm họa thiên nhiên.
Một phản đối phổ biến việc can thiệp vào tự nhiên là nó sẽ là không mang tính thực tế, hoặc vì số lượng công việc liên quan phát sinh, hoặc vì sự phức tạp của hệ sinh thái sẽ làm cho khó có thể biết được liệu can thiệp có mang lại lợi ích trên tinh thần cân bằng sinh thái hay không, tức là con người không thể đánh giá hết tác động về sinh thái khi can thiệp. Aaron Simmons lập luận rằng chúng ta không nên can thiệp để cứu động vật trong tự nhiên bởi vì làm như vậy sẽ dẫn đến những hậu quả không mong muốn như làm hư hại hệ sinh thái, can thiệp vào các dự án của con người, hoặc dẫn đến tử vong ở động vật hơn.
Nhà triết học kiêm đạo đức học Peter Singer đã lập luận rằng sự can thiệp trong tự nhiên sẽ được biện minh nếu người ta có thể tự tin một cách hợp lý rằng điều này sẽ làm giảm đáng kể sự đau khổ của động vật hoang dã và cái chết trong thời gian dài. Tuy nhiên, trong thực tế, ông ta cũng cảnh báo việc chống lại các hệ sinh thái vì ông e sợ rằng làm như vậy sẽ gây hại nhiều hơn lợi, lợi bất cập hại. Các tác giả khác tranh luận về tuyên bố thực nghiệm của Singer về những hậu quả có thể có của can thiệp vào thế giới tự nhiên, và cho rằng một số loại can thiệp có thể được dự kiến sẽ tạo ra hậu quả tốt về mặt tổng thể.
Nhà kinh tế học Tyler Cowen trích dẫn các ví dụ về các loài động vật mà sắp tuyệt chủng thường không được coi là có sự cân bằng xấu đối với thế giới. Cowen cũng lưu ý rằng, trong khi con người đã can thiệp vào tự nhiên, câu hỏi thực tế liên quan không phải là liệu chúng ta có nên can thiệp chút nào, nhưng những hình thức can thiệp đặc biệt nào chúng ta nên ưu tiên. Nhà triết học Oscar Horta tương tự viết rằng đã có nhiều trường hợp, trong đó chúng ta can thiệp vào tự nhiên vì những lý do khác, chẳng hạn như vì lợi ích cốt lõi của con người trong tự nhiên và bảo tồn môi trường như một thứ có giá trị trong quyền riêng có.
Tương tự như vậy, nhà triết học đạo đức Jeff McMahan lập luận rằng, vì con người "đã gây ra những thay đổi lớn, hệ lụy trong thế giới tự nhiên," chúng ta nên ưu tiên những thay đổi đó sẽ thúc đẩy sự sống còn "của các loài ăn cỏ chứ không phải loài ăn thịt. Nhà nghiên cứu Peter Vallentyne cho rằng, trong khi con người không nên loại trừ kẻ thù trong tự nhiên, họ có thể can thiệp để giúp con mồi theo những cách hạn chế hơn. Cũng giống như cách chúng ta giúp con người có nhu cầu khi chi phí cho chúng ta là nhỏ, chúng ta có thể giúp một số động vật hoang dã ít nhất trong những hoàn cảnh hạn chế.
Người ta đã lập luận rằng mục tiêu bảo vệ môi trường chung của việc bảo tồn trật tự trong tự nhiên không phù hợp với mục tiêu tìm kiếm phúc lợi của các loài động vật. Các nhà vì môi trường ủng hộ việc săn bắt các loài xâm lấn để kiểm soát loài gây hại trong khi những người ủng hộ quyền động vật phản đối nó, những người ủng hộ quyền động vật tranh luận về sự tuyệt chủng hoặc tái tổ chức loài ăn thịt hoặc lý thuyết r trong khi các nhà sinh thái học bảo vệ quyền được phát triển của chúng, những người ủng hộ động vật bảo vệ việc giảm các khu vực động vật hoang dã hoặc tranh luận về sự mở rộng vì lo ngại rằng hầu hết đau khổ ở vật nuôi diễn ra trong khi các nhà môi trường muốn bảo vệ và mở rộng tự nhiên. 

## Các loài

### Linh trưởng

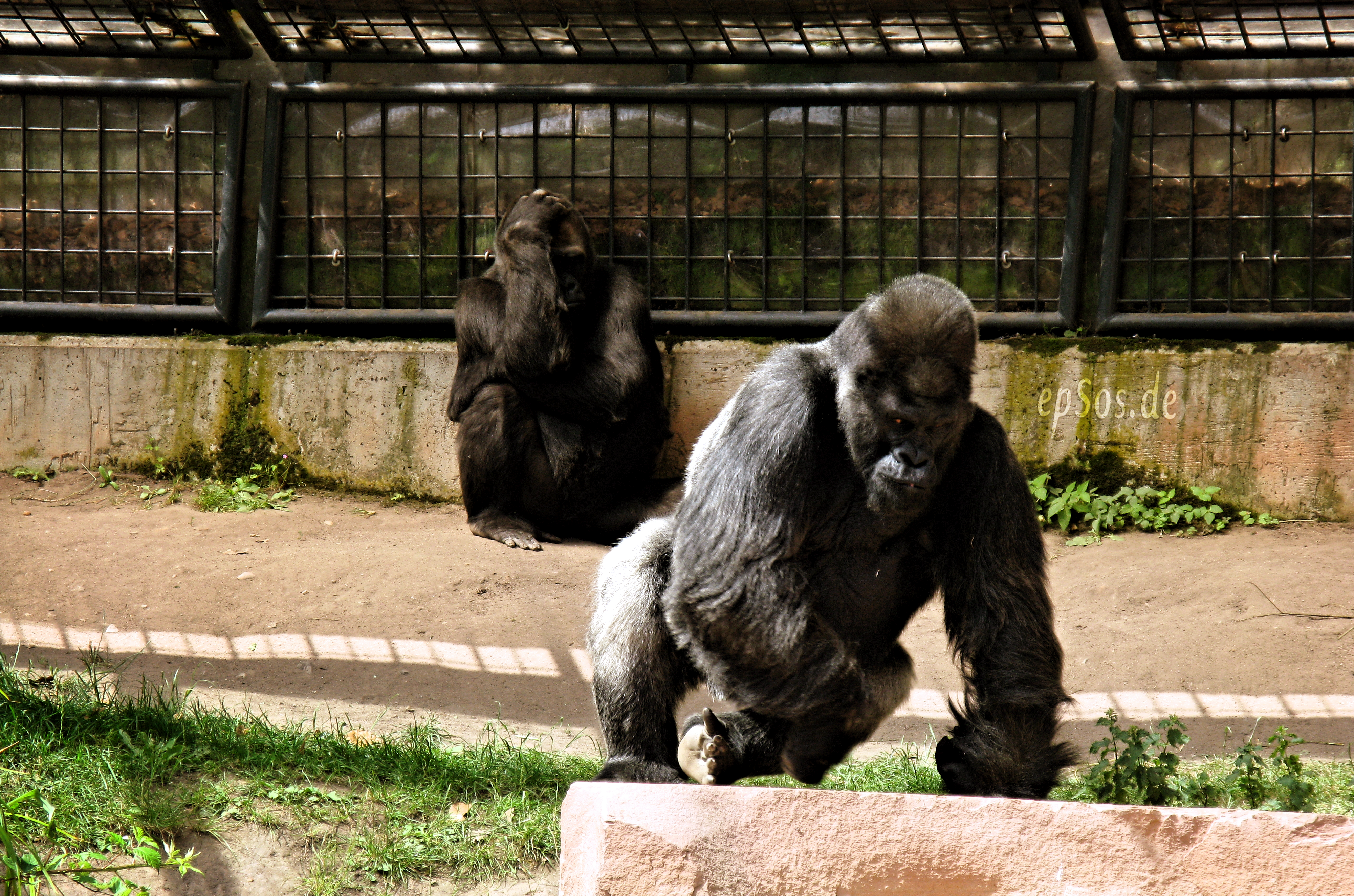
Hình ảnh một con khỉ đột có biểu hiện tuyệt vọng ở vườn thú

Khỉ hay các loài thuộc họ linh trưởng nói chung được mệnh danh là loài động vật thông minh. Chúng có khả năng bắt chước và phát triển hành vi giống người một cách có tổ chức. Các loài linh trưởng cũng có khả năng bộc lộ một số cảm xúc nhất định như buồn bã và khóc. Chẳng hạn như con khỉ đột Koko đã khóc khi phải xa cách với mèo con mà nó quý mến. Khi con mèo con trốn khỏi lồng và bị chết do xe đụng. Người ta đã ghi lại được cảnh Koko khóc vì buồn và nhớ mèo con, chú thậm chí còn làm kí hiệu nói rằng chú rất buồn. Hay hình ảnh một chú khỉ con ôm mẹ gào khóc trong đau đớn sau khi mẹ của chú khỉ bị một chiếc xe cán chết.
Khóc cũng là một đặc điểm quen thuộc của các loài thuộc họ linh trưởng. Giống như trẻ con, khỉ hay tinh tinh con cũng khóc để làm nũng mẹ. Loài khỉ con thuộc loài khỉ Rhesus nổi tiếng về tiếng khóc và thường làm những con khỉ khác điên tiết. Điều này phần nào dẫn đến nạn bạo hành khỉ con ở loài khỉ Rhesus. Ngoài ra, những chú khỉ đột được nuôi nhốt trong sở thú không hề vui vẻ và hạnh phúc như người ta tưởng. Khao khát về sự tự do, được thả về với môi trường tự nhiên luôn ẩn sâu trong mỗi loại động vật. Những chiếc lồng sắt, những chiếc vòng xích không phải là thứ chúng muốn đón nhận.

### Loài voi

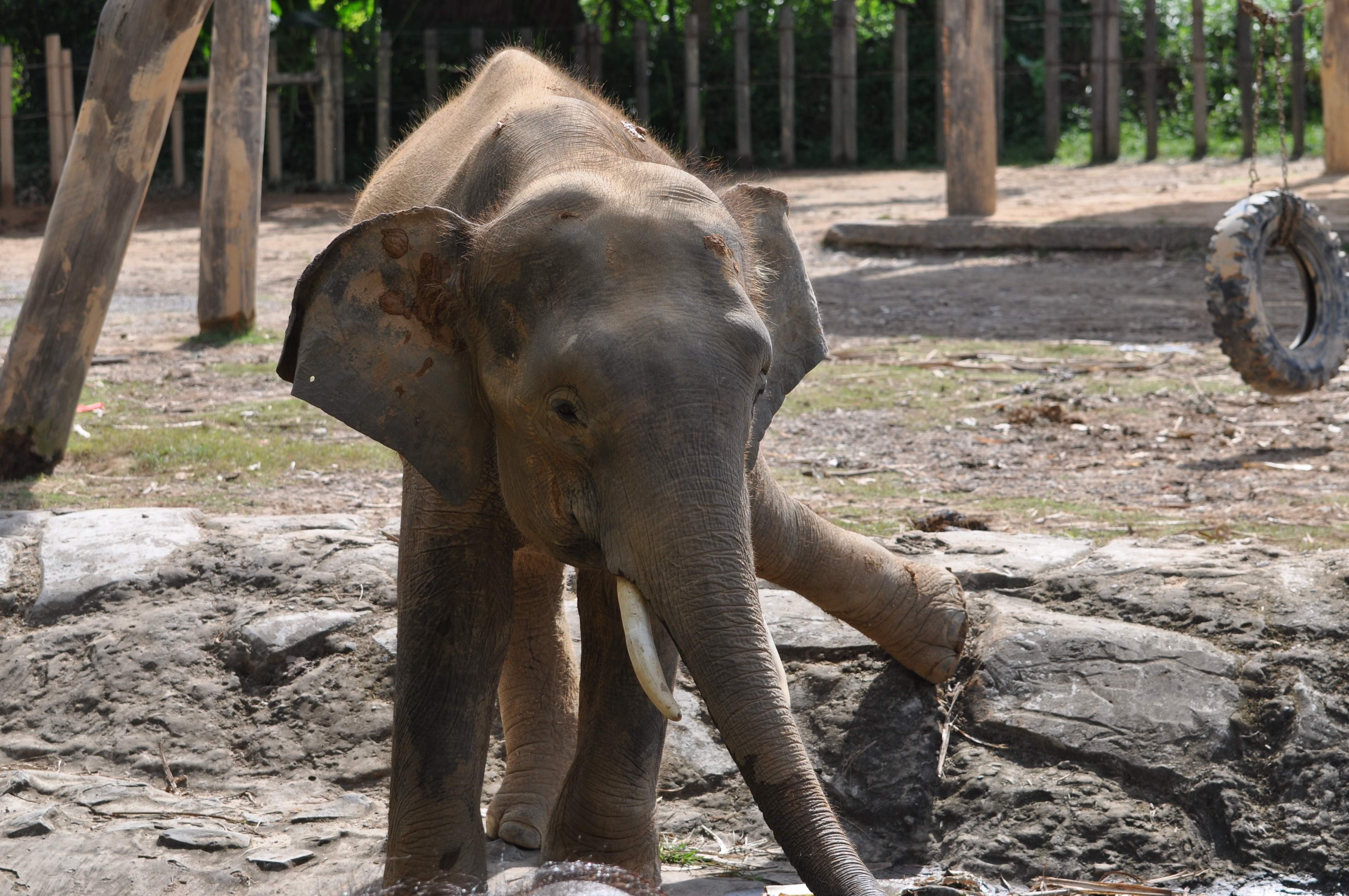
Một con voi con buồn bã khi bị xích nhốt

Voi nổi tiếng trong số các loài động vật là loài vật có cảm xúc và thường có biểu hiện khóc. Nhiều ghi chép tương tự đã được ghi lại về việc loài voi khóc để biểu đạt sự đau buồn giống như con người. Những mô tả về chú voi già tên Raju khóc khi được thả tự do, nó đã bị giam giữ, tra tấn và bị lạm dụng trong suốt 50 năm. Cuối cùng chú đã được một tổ chức giải cứu động vật hoang dã cứu thoát từ xiềng xích. Hoặc hình ảnh một chú voi con đã khóc khi bị mẹ của mình ruồng bỏ. Chú voi con mới sinh này bị chính mẹ đẻ của mình đá, quăng đi một cách giận dữ. Có ghi nhận những chú voi con khi bị bắt phải xa mẹ cũng phát ra tiếng kêu đau buồn gần như khóc.

### Loài hổ
Ở Việt Nam có những câu chuyện về nghĩa hổ cho thấy loài hổ hung dữ cũnng là động vật có tình nghĩa và biết đau khổ. Ở vùng Phú Yên, tại Núi Mỹ Dự có câu chuyện con cọp bạch mang ơn một bà mụ vì giúp hổ cái đỡ đẻ, sau khi bà mụ qua đời, mỗi năm, đều thấy dấu chân nó viếng mộ và ông xuống nằm dưới chân núi với dáng vẻ trầm buồn, ít lâu sau thì chết, nó được người dân thờ, một truyền thuyết khác ở xóm Đồng Đò, có một con cọp vì móng vuốt cào xước bàn tay là vết thương làm nhiễm độc nên đã vô tình cướp mất sinh mệnh của người bạn nên rất ân hận và thầm lặng lẽ xuống nằm gần ngôi mộ nhiều ngày đêm rồi chết và dân làng lập miếu Ông Cọp.
Ở Bến Tre còn lưu truyền câu chuyện Cọp có tình nghĩa và được thờ phụng, con cọp này của gia đình họ Võ, khi gia chủ đi vắng. Cọp ở nhà hằng ngày lo nuôi mẹ và em gái, vào rừng bắt heo để nuôi gia đình. Khi người vợ qua đời. Cọp khóc lóc thảm thiết. Khi người con về, cọp khóc lóc rồi dẫn ra thăm mộ. Đến nơi, cọp đập đầu vào mộ mà tự tử. Người con trai bèn để tang cho cọp, làm lễ chôn cất kỹ lưỡng rồi lập miếu thờ. Xã Mỹ Hòa Hưng có tục thờ hổ do câu chuyện con hổ có nghĩa luôn trả ơn người nuôi nó vào đúng ngày giỗ, nó còn đi quanh mộ cha mẹ nuôi ba vòng rồi rống lên thảm thiết, sau đó nằm phủ phục bên mộ và chết. Hai là câu chuyện hổ con được chăm sóc, nuôi dưỡng, sau này khi chủ mắc bệnh qua đời, hổ buồn rầu nhịn ăn mà chết.
Lăng Tổng trấn ở xã Mỹ Hội Đông, huyện Chợ Mới ở vùng Thất Sơn, tỉnh An Giang có thờ Sơn quân bắt nguồn từ câu chuyện hai con hổ đánh nhau giành lãnh thổ động vật gồm một con cọp Bạch và một con cọp Mun, sau một trận chiến quần thảo kịch liệt thì kết quả là con cọp Bạch thắng trận trong đó có một cọp mun sau khi thua trận trước hổ trắnng bỏ chạy qua cù lao Mỹ Hòa Hưng biệt dạng, nhưng thỉnh thoảng vẫn thấy ông Hạm lén về thăm quê cũ với dáng vẻ rất buồn bã, mỗi lần như vậy dân làng thương xót, làm lễ "cúng Ông" một con heo sống.

### Vật nuôi
Động vật cũng đau, cũng biết buồn, chúng cũng biết rơi nước mắt khi bị đối xử tồi tệ, khi những đứa con của chúng bị con người nhẫn tâm giết chết. Không ít người cho rằng động vật không có đủ sự thông minh như con người để cảm thấy đau buồn mỗi khi mất đi thứ gì đó quý giá, tuy nhiên có những bằng chứng cho thấy rằng động vật cũng biết đau đớn khi mất đi thứ gì quý giá với mình. Hình ảnh một chú mèo không chịu rời đi ngôi mộ mới chôn cất chủ nhân của chú, hay một chú ngựa bày tỏ sự tiếc nuối trong tang lễ của chủ nhân.
Chó là người bạn thân nhất của con người và nổi tiếng là loài động vật có tình nghĩa sâu sắc và có cảm xúc. Nhiều người nuôi chó cho biết rằng, chú chó của họ có biểu hiện lo âu buồn bã khi bị tách khỏi chủ của mình, thể hiện thông qua những tiếng rên rỉ, kêu hay hú khi mà chó con bị tách khỏi những người thân hay hình ảnh những con vật chăm sóc người chủ của chúng, hình ảnh chú chó chỉ quanh quẩn quanh mộ của người chủ đã chết trong 2 năm trời. Có thể thấy giống như nước mắt, chúng đang sử dụng tiếng kêu để bộc lộ cảm xúc lo lắng, căng thẳng hay cô đơn - một kiểu khóc riêng của loài chó.
Nhiều tài liệu ghi chép cũng cho thấy, trâu bò cũng bộc lộ cảm xúc. Có những câu chuyện về trâu, bò khóc khi sắp bị giết mổ với một câu chuyện về chú bò nước mắt đầm đìa trước khi bị con người mang ra làm thịt sau đó nó đã được những người đồ tể không làm thịt mà cho nó vào một ngôi chùa để chăm sóc. Chẳng hạn như khi bị lạc con, trâu, bò mẹ thường rống gọi con rất tha thiết. Đồng thời những chú bê, nghé cũng chạy quanh tìm gọi mẹ. Nếu con bị chủ bán đi, trâu, bò mẹ cũng nhớ con bỏ ăn, bỏ ngủ mà rống gọi thảm thiết. Điều này cho thấy, trâu bò cũng có cảm xúc đau buồn chứ không phải ngu sinh như quan niệm cho rằng chúng chỉ là loài súc sinh.